# Idris velakkadaiensis
Idris velakkadaiensis är en stekelart som beskrevs av Durgadas Mukerjee 1981. Idris velakkadaiensis ingår i släktet Idris och familjen Scelionidae. Inga underarter finns listade i Catalogue of Life.